# Џермантаун (Кентаки)
Џермантаун (енгл. Germantown) град је у америчкој савезној држави Кентаки.

## Демографија
По попису из 2010. године број становника је 154, што је 36 (-18,9%) становника мање него 2000. године.
| Група             | 2000.       | 2010.       |
| Белци             | 187 (98,4%) | 150 (97,4%) |
| Афроамериканци    | 3 (1,6%)    | 4 (2,6%)    |
| Азијати           | 0 (0,0%)    | 0 (0,0%)    |
| Хиспаноамериканци | 0 (0,0%)    | 0 (0,0%)    |
| Укупно            | 190         | 154         |